# جردان دوپیره
جردان دوپیره (انگلیسی: Geordan Dupire؛ زادهٔ ۲۸ سپتامبر ۱۹۹۳) بازیکن فوتبال است.
از باشگاه‌هایی که در آن بازی کرده‌است می‌توان به باشگاه فوتبال لوریان اشاره کرد.